# Система автоматического визуального позиционирования воздушных судов
Система автоматического визуального позиционирования воздушных судов (англ. Stand guidance system), также известная как система докирования воздушного судна, является устройством, автоматически информирующим экипаж прибывшего лайнера о его точном положении при заходе на стоянку у аэровокзала с помощью оптических сигналов.
Система существует в двух основных типах оборудования: визуальная система сопровождения докования (англ. Visual Docking Guidance System (VDGS)) и проводящая система визуального сопровождения докования (A-VDGS).

## AGNIS VDGS
Азимутальная система сопровождения носовой стойки (англ. Azimuth Guidance for Nose-In Stand, AGNIS) является одной из наиболее применяемых систем сопровождения. Состоит из двух линий цветных огней, установленных рядом. Если пилот находится на осевой линии, он увидит два зелёных огня. Если пилот находится вне осевой линии, один из огней будет казаться ему красным, пока он снова не вырулит на осевую линию.
|  |  |  |

AGNIS сама по себе обеспечивает лишь азимутальный контроль, система не сообщает о необходимости остановки. Она достаточно неточна, но недорога и надёжна.

### PAPA
Параллаксный помощник парковки самолёта (англ. Parallax Aircraft Parking Aid, PAPA) совмещён с системой AGNIS и информирует экипаж о моменте остановки.

PAPA

Устройство не содержит движущихся частей или электроники; он состоит из большой серой коробки с отсутствующей одной или более гранями с большим прямоугольным вырезом спереди.
Внутри коробки в направлении задней части по мере изменения угла обзора наблюдателя «передвигается» белый указатель или светоотражающая трубка, хотя на самом деле она фиксирована и эффект движения обеспечивается в перспективе благодаря явлению параллакса. Над или внизу выреза указываются белые или жёлтые указатели для соответствующих размеров точки остановки самолётов.
Так как система зависит от точки обзора наблюдателя, она не будет давать точных данных о расстоянии до самолёта в случае его существенного отклонения от осевой линии.

### Стоп-огни
Простая двухфазная система светофора с зелёным и красным сигналами, устанавливаемая рядом с огнями  AGNIS. Обычно сигналы круглые и установлены вертикально с целью избежания путаницы с идентичного цвета квадратными огнями AGNIS.

### Зеркало
В сочетании с AGNIS на стоянках для исключительно небольших самолётов устанавливают одно или два зеркала, что позволяет экипажу видеть наземные указатели относительно носовой стойки самолёта с целью достижения зоны остановки. 
Обычно используют два зеркала, установленные под разными углами, чтобы соответствовать различной высоте самолётов.

## A-VDGS
Усовершенствованная проводящая система визуального сопровождения докования (англ. Advanced Visual Docking Guidance Systems) оснащена электронными дисплеями, выполняющим функции AGNIS / PAPA с гораздо большей точностью.
A-VDGS также может обеспечивать предотвращение столкновений со статическими объектами: инфракрасная камера высокой чёткости сканирует всю площадь — обычное расстояние составляет от восьми до пятидесяти метров — на предмет возможных объектов, влияющих на безопасность самолёта.
A-VGDS оборудован функцией низкой видимости, позволяющей ставить самолёты на стоянку в достаточно плохих условиях видимости.
Система A-VDGS имеет встроенные кнопки аварийной остановки, немедленно выводящих сигналы на дисплей; они дублируются как на панели самой стоянки, так и на пульте управления телескопическим трапом.

### Honeywell
Проводящая система визуального сопровождения докования Honeywell (англ. Honeywell Advanced Visual Docking Guidance) является бесконтактной системой сопровождения.

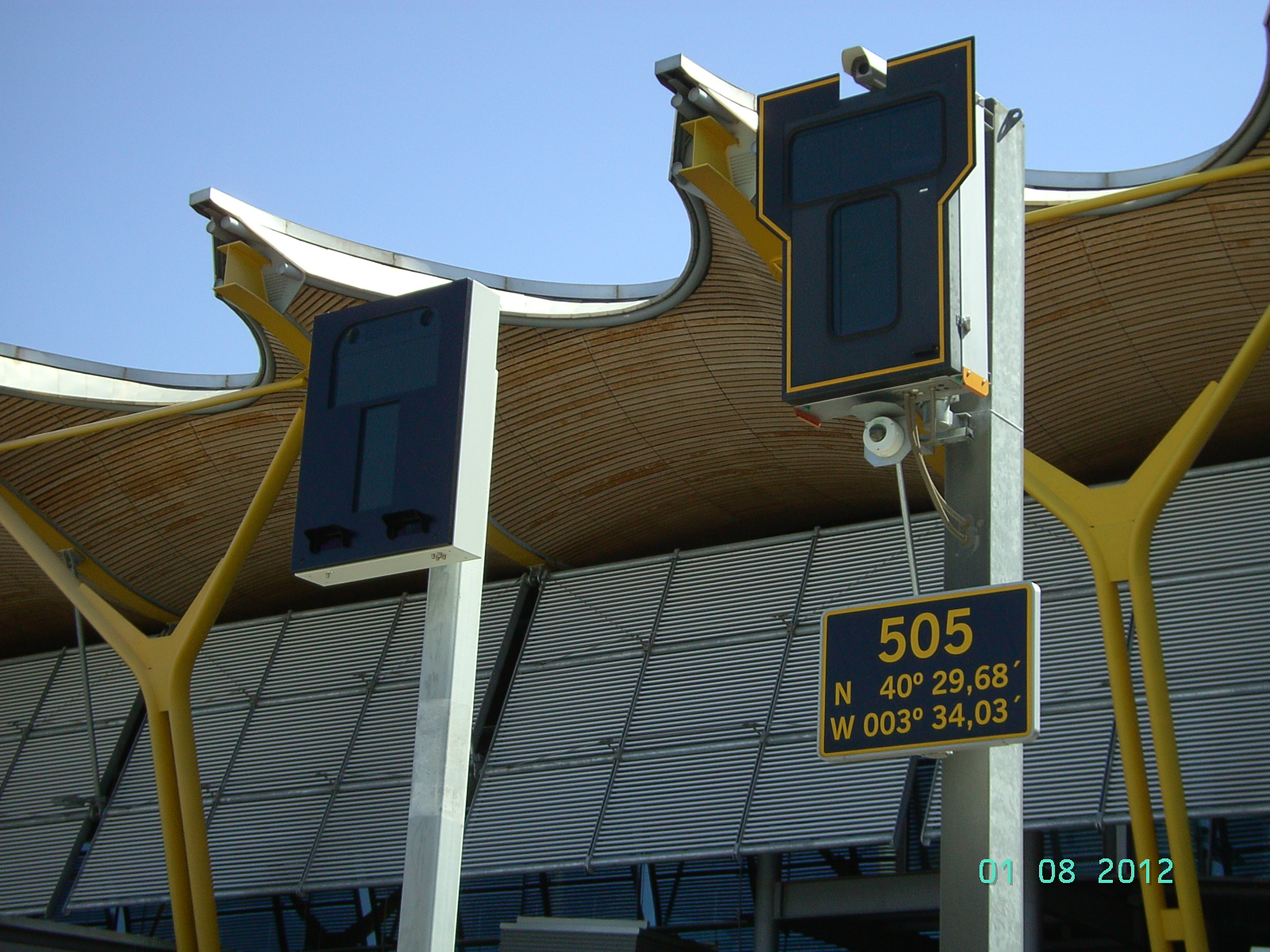
Система A-VDGS в аэропорту Мадрида

Используется система видеонаблюдения со встроенным широкодинамичним видеосенсором, обнаруживающим прибывающий самолёт с помощью высокочувствительного графического процессора и сравнивающим полученное изображение с имеющимися в 3D-базе данных изображениями самолётов.
Контроллер докования превращает полученное обработанное изображение в точные параметры сопровождения, визуализирующиеся на специальном дисплее для пилотов, установленном на терминале, для безопасной остановки самолёта на стоянке возле аэровокзала.
Все установленные устройства A-VDGS обрабатываются центральным компьютером, который затем передаёт их в другие системы аэропорта. Дополнительно камеры предоставляют возможность осмотра территории из соображений безопасности и архивирования данных видеонаблюдения.

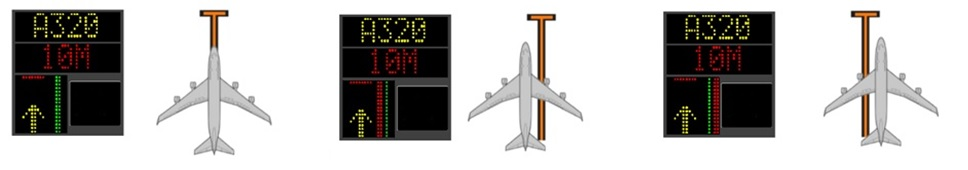

### APIS
Система позиционирования и информирования самолёта (англ. the Aircraft Positioning and Information System (APIS++) сконструирована фирмой FMT. Левая часть отображает азимутальный проводник, предоставляя пилоту важную информацию, начиная с двухсот метров от стоянки и до момента поворота перпендикулярно к осевой линии стоянки. Правая часть устройства предоставляет точные данные о метраже приближения к точке остановки, как и сам сигнал к остановке.
Азимутальный проводник работает независимо благодаря лазерной установке, измеряющей расстояние до остановки и не зависящей от атмосферных условий.
Лазер с частотой импульса 9,6 кГц и длиной волны 1 см позволяет осуществить остановку воздушного судна в точно определённой позиции.
Система может быть подключена к телескопическим трапам, системам управления перроном или иному оборудованию аэропорта через TCP/IP или другое сетевое соединение; так же аппаратура может иметь систему бесперебойного питания.
|  |  |  |

### Safegate
| Безопасно, без сопровождения | На осевой линии | Левее осевой линии | Правее осевой линии | У стоп-линии | Готовность остановки | Остановиться немедленно | Слишком далеко |
| ---------------------------- | --------------- | ------------------ | ------------------- | ------------ | -------------------- | ----------------------- | -------------- |
|                              |                 |                    |                     |              |                      |                         |                |

Зелёные деления слева и справа на дисплее идут снизу вверх по мере подхода самолёта до точки остановки. Зелёная осевая линия на дисплее плавно смещается для отображения позиции самолёта относительно нужной линии движения.

### Safedock

Образец системы Safedock. Самолёт в процессе парковки ― B-757 ― слева от осевой линии. Вертикальная жёлтая полоса в центре уменьшается по мере подхода самолёта до стоп-линии.

Система Safedock Safegate предоставляет десятисантиметровую точность установки самолёта с помощью невидимых инфракрасных лазеров. Существует целый ряд моделей системы (T1, T2, T3).
Красная и жёлтая стрелки указывают пилоту нужное направление манёвра для выравнивания самолёта по осевой линии. Каждая модель имеет вариацию S (то есть T1S), которая также указывает положение самолёта относительно осевой линии. В обоих случаях центральная полоса исчезает по мере подхода к стоп-линии.

## Регулировщик

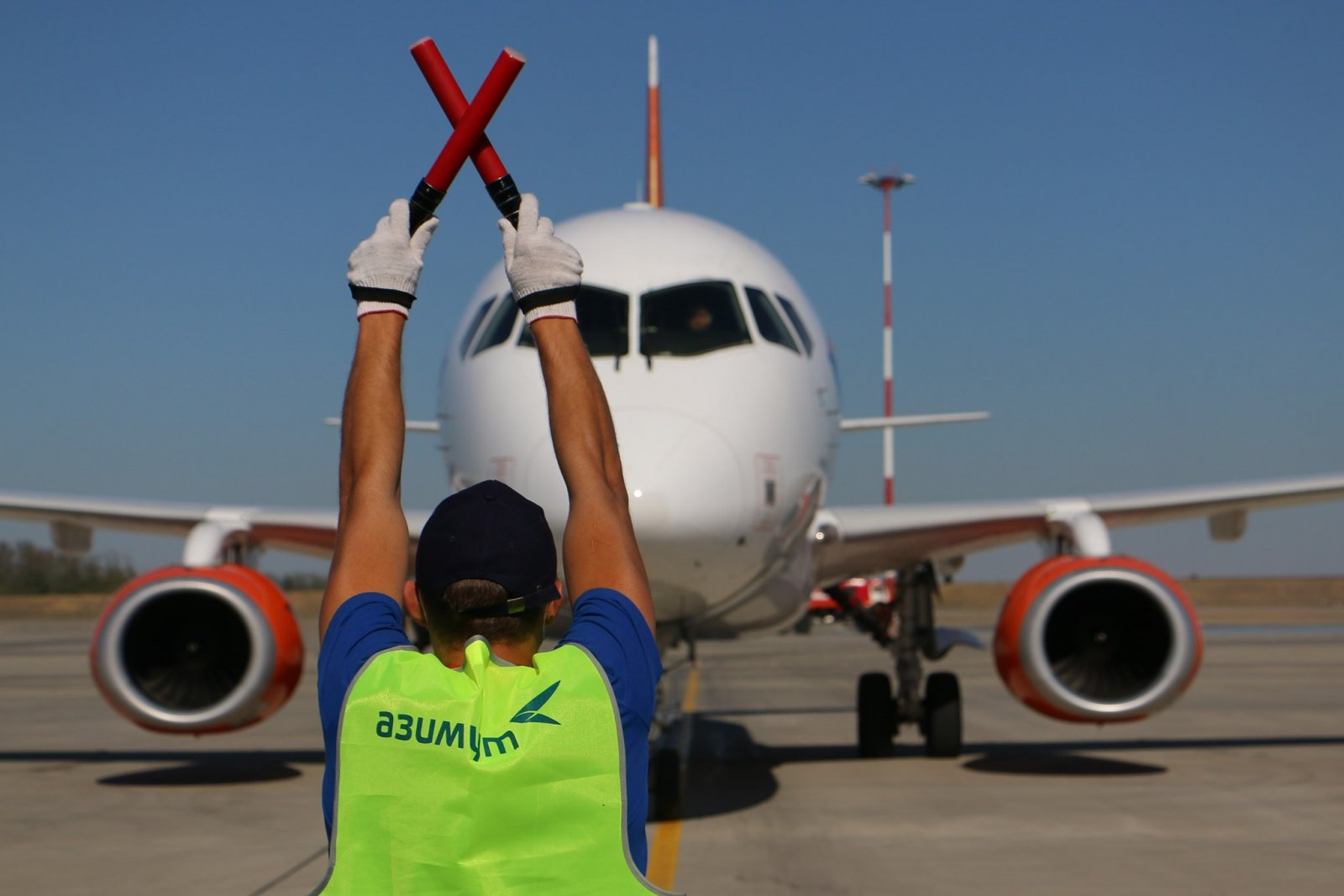
Регулировщик подаёт сигнал

Регулировщики (маршалы) используют целую систему ручных сигналов для обозначения положения самолёта относительно стоп-линии и осевой линии. Виды сигналов отличаются в разных странах и службах обслуживания самолётов.
В ночное время суток регулировщики применяют светящиеся жезлы, в дневное — яркоокрашенные.

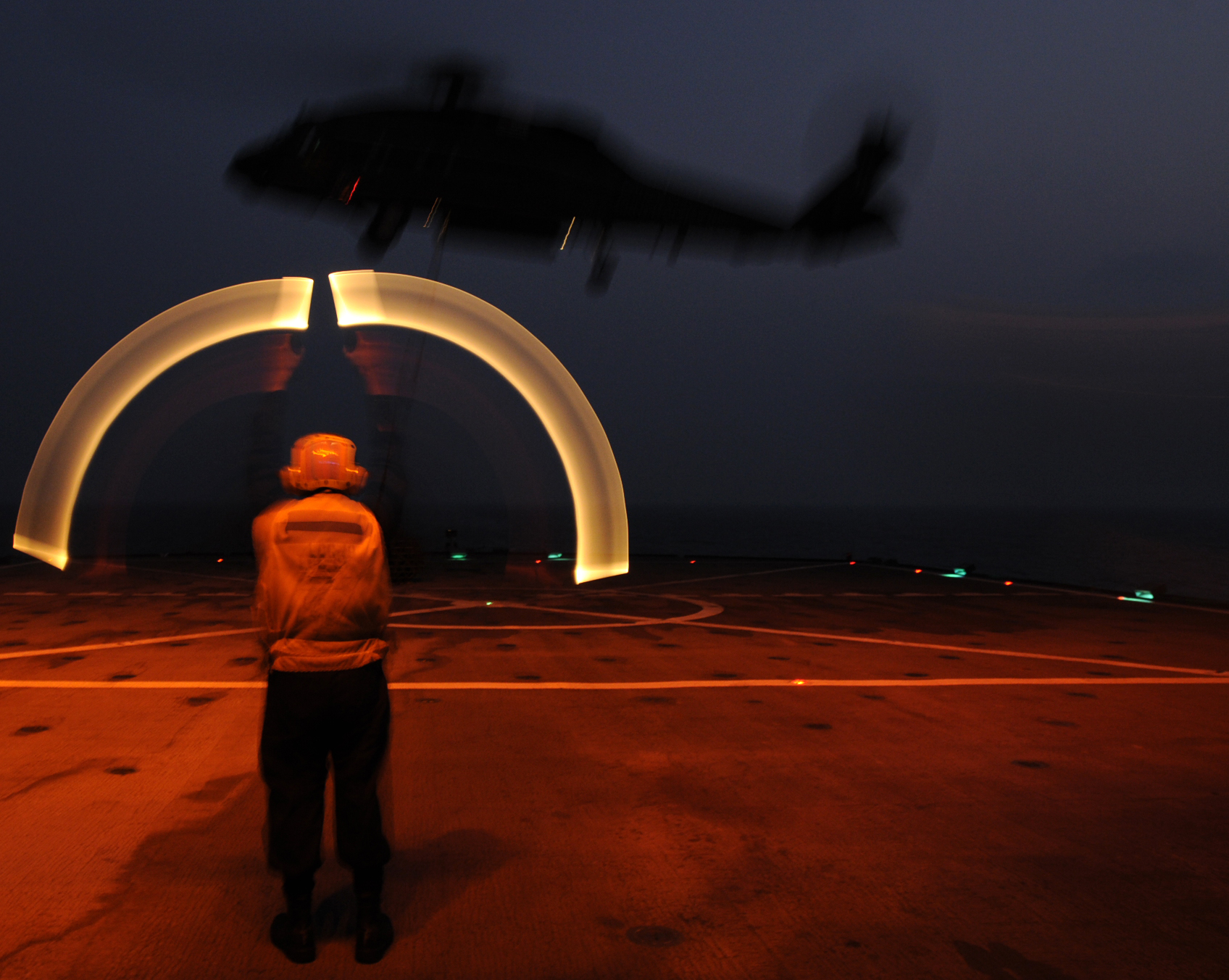
Регулировщик за работой

В быту работу маршала и работу системы докирования можно сравнить с работой регулировщика-постового и работой светофора.